# Monomma aureoscutellatum
Monomma aureoscutellatum is een keversoort uit de familie somberkevers (Zopheridae). De wetenschappelijke naam van de soort werd in 1959 gepubliceerd door Heinz Freude.